# Паулу Адриану
Па́улу Адриа́ну Алме́йда Симо́йнш (порт. Paulo Adriano Almeida Simões; род. 3 марта 1977, Коимбра) — португальский футболист, выступавший на позиции полузащитника.

## Карьера
Паулу Адриану начинал карьеру в команде «Анадия», с которой подписал профессиональный контракт в июле 1996 года. В 1998 году он перешёл в более известный клуб «Академика» из его родного города. Команда в сезоне 1998/99 вылетела из высшей лиги страны во второй дивизион, и получила повышение только в сезоне 2001/02. По этой причине Адриану дебютировал в Суперлиге лишь 29 октября 2003 года в матче с «Бенфикой», который закончился поражением его клуба со счётом 1:3. В октябре следующего года португалец забил первый свой гол в чемпионате Португалии в игре с «Маритиму». Забитый мяч оказался единственным во встрече. В 2005 году Пауло отличился в матче с «Виторией» из Сетубала, забив первый гол, однако в итоге команды сыграли вничью 3:3. За это время Пауло получал достаточно много игровой практики, проводя более 20 матчей за сезон, а в сезонах 2002/03 и 2003/04 привлекался к играм дублирующей команды «Академика B». После сезона 2005/06 года полузащитник покинул «Академику» в связи с вылетом клуба из высшего дивизиона страны.
В июле 2006 года Паулу Адриану пришёл в кипрский АЕК из Ларнаки в статусе свободного агента. Здесь он пробыл до зимы 2007 года, сыграв 13 матчей в чемпионате Кипра и забив 1 гол. В январе 2007 года португалец вернулся на родину и подписал контракт с клубом «Витория» из города Гимарайнш. «Витория» на тот момент боролась за выход из Лига ди онра в Суперлигу и по окончании сезона заняла второе место, получив повышение в классе. Но Адриану смог поучаствовать только в 5 матчах турнира. В июле 2007 года он был продан в румынский «Брашов» за более чем 400 тысяч евро. Игрок дебютировал в чемпионате Румынии 3 августа 2008 года в игре со «Стяуа». В клубе из Румынии Пауло отыграл два сезона, за которые провёл 60 матчей и забил 2 гола.
В августе 2009 года Паулу Адриану, покинув «Стяуа» в статусе свободного агента, подписал контракт с владикавказской «Аланией». Клуб выступал в Первом дивизионе России. Официальный дебют португальского полузащитника состоялся 31 августа в игре с «Уралом». После этого он сыграл ещё 9 матчей за команду, не забил ни одного гола, но отдал две голевые передачи (во встрече с «Луч-Энергией» и «Шинником»). В январе 2009 года вернулся в Португалию, в свой первый клуб «Анадия».